# Pfarrkirche Rußbach am Paß Gschütt

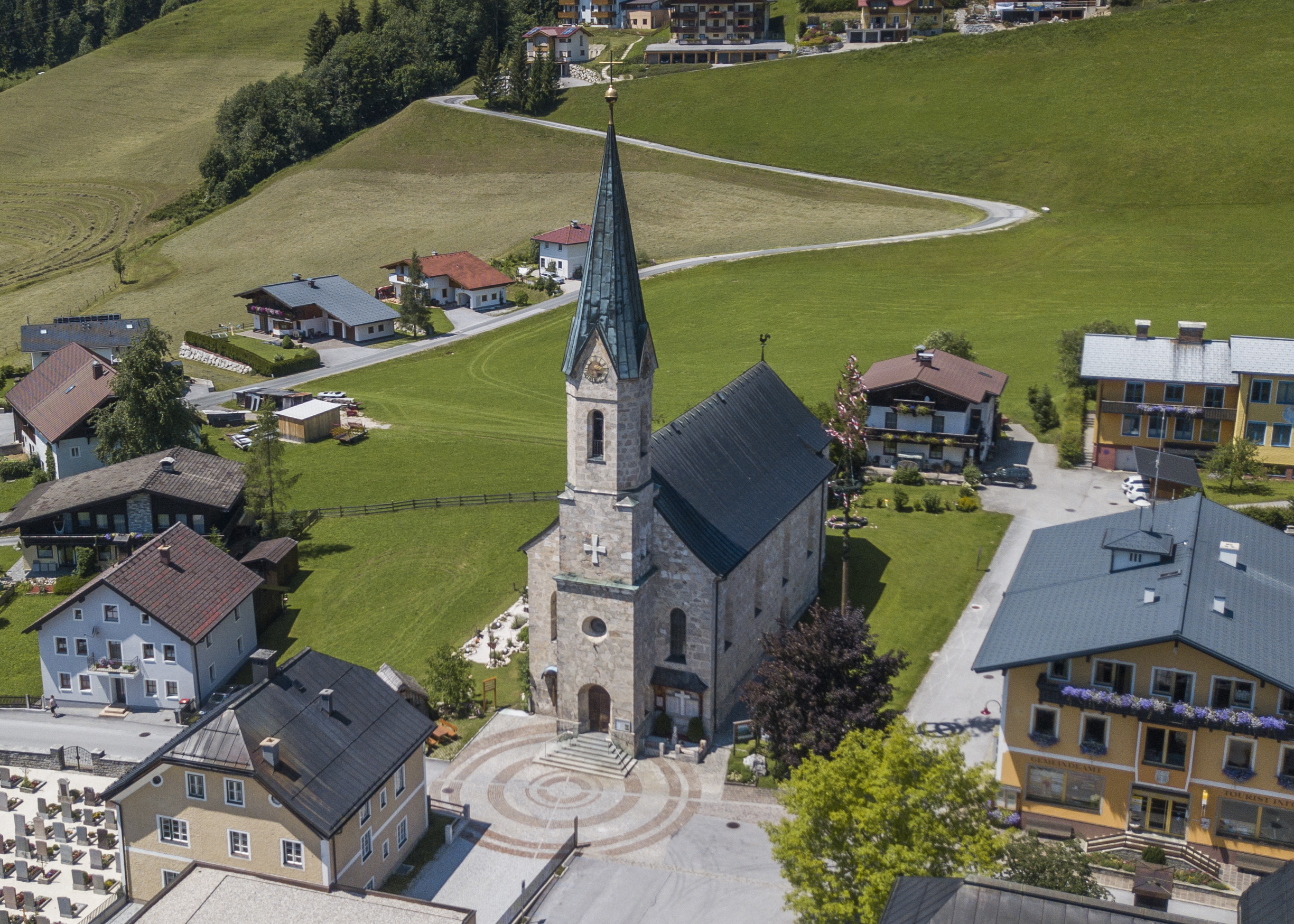
Pfarrkirche Heilig Kreuz

Die Pfarrkirche Heilig Kreuz ist eine römisch-katholische Kirche in der Gemeinde Rußbach am Paß Gschütt im Bezirk Hallein im Land Salzburg. Die Kirche steht unter Denkmalschutz.

## Geschichte
Die dem Stift Sankt Peter inkorporierte Pfarrkirche steht nach Norden ausgerichtet in der Ortsmitte. Die Kirche wurde von 1859 bis 1860 nach den Plänen des Baumeisters Bergmann erbaut und 1903 zur Pfarrkirche erhoben. 1960 wurde sie restauriert.

## Architektur
Der schlichte Kirchenbau mit einer leicht eingezogenen, polygonalen Apsis hat im Süden vor der Giebelfassade einen dreigeschoßigen im 3. Geschoß oktogonalen Turm mit Spitzgiebelhelm. Die Sakristei als eingeschoßiger Anbau im Westen ist aus 1960. Die Turmhalle hat ein Kreuzgratgewölbe. Das Langhaus hat ein Tonnengewölbe und eine Empore.

## Ausstattung
Der Hochaltar aus der 2. Hälfte des 17. Jahrhunderts wurde aus der Veitskapelle der Stiftskirche St. Peter hierher übertragen. Das Altarblatt Kreuzigung malte Josef Ghezzi (1960) nach einer Kopie der Kreuzigung in Salzburg-St. Peter-Juvinat aus der 2. Hälfte des 17. Jahrhunderts.
Die Orgel baute Mauracher im Jahr 1870.